# Konstantinos Makrodukas
Der Panhypersebastos Konstantinos Makrodukas († um 1184) war ein Angehöriger des byzantinischen Hochadels. Er war  verheiratet mit Anne, der Tochter des Sebastokrators Isaak, einer Nichte von Kaiser Manuel I. und eine Schwester Theodoras, der Witwe von  Balduin III. von Jerusalem, der langjährigen Geliebten von Andronikos Komnenos, dem späteren Kaiser Andronikos I. Sein Sohn, Isaak Dukas, heiratete eine Tochter des Königs Géza II. von Ungarn.
Nach dem Chronisten Niketas Choniates war er ein treuer Anhänger von Kaiser Andronikos I. Er bürgte für seinen Stiefsohn Isaak Komnenos, der als Gouverneur von Isaurien von den Armeniern gefangen genommen worden war. Als Isaak Komnenus sich nach seiner Auslösung aus armenischer Gefangenschaft nach Zypern absetzte und dort 1183 die Macht ergriff, wurden Konstantinos Makrodukas und Andronikos Dukas, ein Freund Isaaks, der Verletzung der kaiserlichen Majestät angeklagt. Niketas Choniates berichtet über die Gerichtsverhandlung gegen die beiden, die unter freiem Himmel stattfand, und zu der sich viel Volk versammelt hatte. Scheinbar war der Hof in Sorge, dass der Prozess zugunsten der Angeklagten verlaufen werde. Als die Gefangenen herausgeführt wurden, warf Stephanos Hagiochristophorites, ein Vertrauter von Andronikos, einen Stein auf Konstantinos. Andere Höflinge beteiligten sich erst nach Drohungen an der Steinigung.
Zusammen mit Andronikos Dukas wurde Konstantinos anschließend gegenüber dem Mangana-Palast gepfählt.